# Janaína (canção)
Janaína é uma canção de rock da banda brasileira Biquini composta pelos quatro integrantes desta e André Sheik, lançada como single do álbum Biquini.Com.Br. A canção contou com a participação especial de George Israel, do Kid Abelha, no saxofone.
Tendo como pano de fundo o cenário social, a letra da canção conta o dia-a-dia de uma mulher com a vida sofrida, mas que mesmo assim mantém esperanças e sonhos vivos. Bruno Gouveia, vocalista da banda e coautor da canção, inspirou-se na empregada Gessy, que trabalha para sua família há 25 anos, para homenagear as "mulheres comuns", que batalham no dia-a-dia e não perdem o otimismo.

## Créditos Musicais
- Bruno Gouveia — vocal
- Carlos Coelho — guitarra
- André "Sheik" - baixo
- George Israel - saxofone
- Miguel Flores da Cunha — teclado
- Álvaro Birita — bateria

## Videoclipe
O videoclipe da canção, que foi indicado ao MTV Video Music Brasil 1998, teve a direção de Mini Kerti. Segundo Bruno Gouveia, vocalista da banda, "numa época em que vários clipes apostavam em mulheres nuas e sensuais, buscamos fazer um clipe delicadamente feminino. Efeitos de stop motion, Íris Bustamante fazendo várias personagens de uma mesma Janaína e eu aprendendo a cantar a música de trás pra frente para fazer tomadas em reverso (que não entraram no clipe, mas me ensinaram a cantar de modo bem esquisito)".

## Prêmios e Indicações
| Ano  | Prêmio                 | Categoria            | Resultado | Ref.  |
| ---- | ---------------------- | -------------------- | --------- | ----- |
| 1998 | MTV Video Music Brasil | Escolha da Audiência | Indicado  | [ 6 ] |

## Versão de Old Chevy
Em 2020, a banda de rockabilly Old Chevy lançou uma versão cover com participação d próprio Bruno Gouveia nos vocais.